# Caxias
Caxias este un oraș în Maranhão (MA), Brazilia.